# ヌマヨシキリ

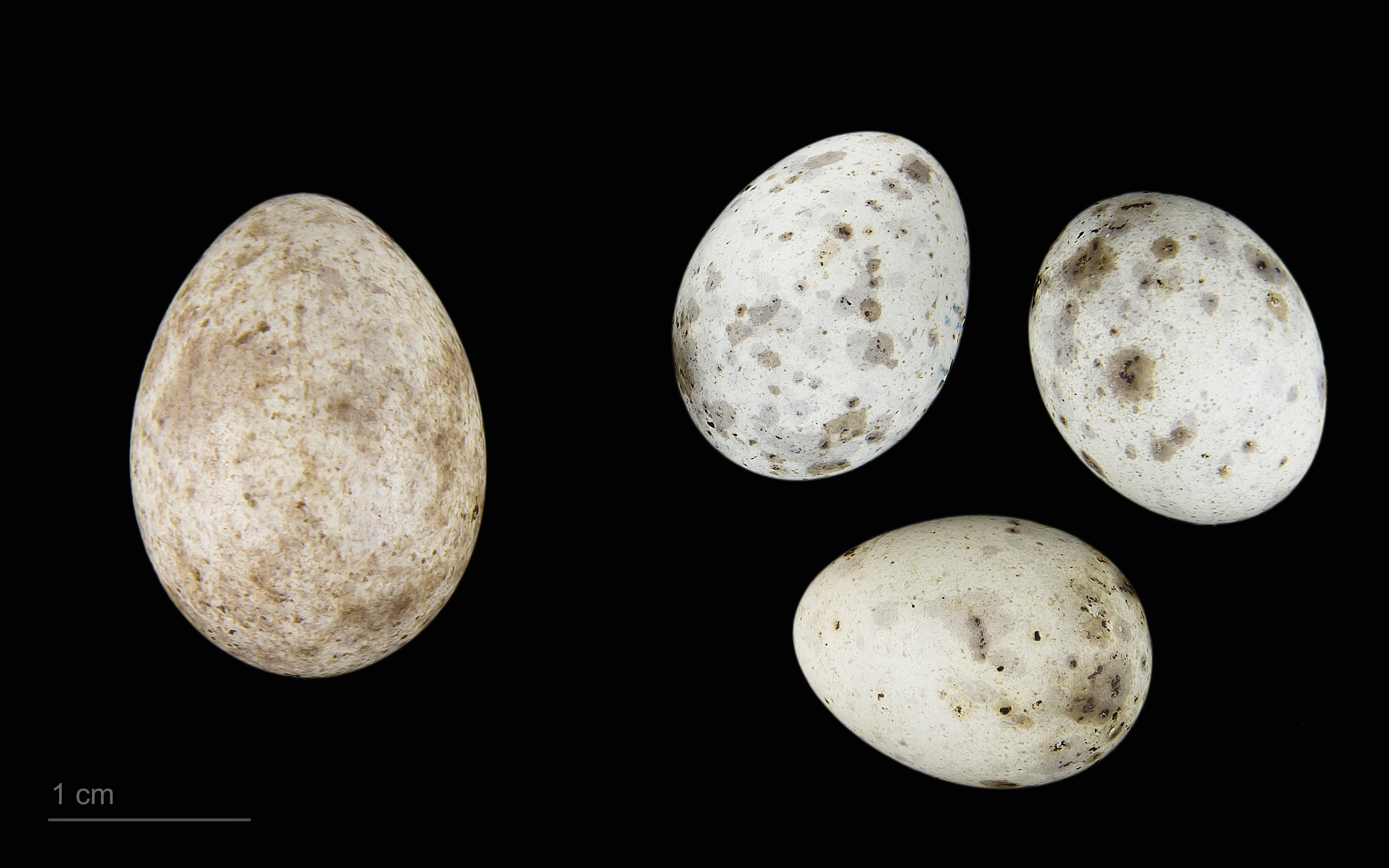
Cuculus canorus canorus + Acrocephalus palustris

ヌマヨシキリ（沼葦切、学名：Acrocephalus palustris）は、スズメ目ヨシキリ科に分類される鳥類の一種である。

## 分布
ロシア中央部からヨーロッパの地中海沿海までの地域で繁殖し、冬季はアフリカ南東部に渡り越冬する。

## 形態
全長約18cm。雌雄同色である。

## 生態
湿地や川沿いの葦原、潅木林に生息する。
主に昆虫類やクモ類を捕食する。
アシなどの茎にイネ科の草や植物の繊維などを用いて椀状の巣を作る。普通は1腹4-5個の卵を産み、抱卵期間は約12日である。雌雄協同で抱卵、育雛をする。
ヨーロッパではカッコウの托卵の相手になることがある。